# أييوس سبيريدون (بيريا)
أييوس سبيريدون (Άγιος Σπυρίδων) هي مدينة في بيريا في مقاطعة فوريا إلادا في اليونان.
يبلغ عدد سكانها حوالي 1587   نسمة.